# Sarlhac d'Eila
Sarlhac d'Eila (en francès Sarliac-sur-l'Isle) és un municipi francès situat al departament de la Dordonya i a la regió de la Nova Aquitània.

## Demografia
| 1962                                       | 1968 | 1975 | 1982 | 1990 | 1999 | 2007  |
| ------------------------------------------ | ---- | ---- | ---- | ---- | ---- | ----- |
| 341                                        | 414  | 561  | 730  | 798  | 885  | 1.016 |
| Des de 1962: població sense dobles comptes |      |      |      |      |      |       |

## Administració
| Període   | Identitat        | Partit        |
| --------- | ---------------- | ------------- |
| 1965-2001 | Georges Delbigot | Divers droite |
| 2001-2004 | Michel Lafaye    |               |
| 2004-2008 | Alain Buffière   |               |
| 2008-     | Alain Buffière   |               |